# Acacia anfractuosa
Acacia anfractuosa — вид квіткових рослин з родини бобових, що зростає в Австралії: Західна Австралія. Ця акація зустрічається в жовтому піску на піщаній пустелі і зустрічається від Брюс-Рок і на схід до Бурабін і Кулгарді в біорегіонах Ейвон Вітбелт і Кулгарді на південному заході Західної Австралії. Це розлогий плакучий кущ або дерево з широко розпростертими лінійними або s-подібними філодіями, кулястими квітковими головами з 22–32 золотисто-жовтими квітками та лінійними стручками до 120 мм завдовжки.

## Морфологічний опис
Acacia anfractuosa — розлогий плакучий кущ або дерево, яке зазвичай досягає висоти 1.3–4.5 метра, його нові пагони смоляні. Філодії широко розпростерті, лінійні або s-подібні, від ромбоподібних до плоских у поперечному перерізі, від зеленого до сірувато-зеленого кольору із загнутими донизу краями, 80–170 × 1–2 мм; центральна жилка і крайові жилки жовтуваті. Квітки розташовані в одній або двох кулястих головках у пазухах на квітконосі довжиною 4–11 мм, кожна головка довжиною 7–12 мм і діаметром 6–8 мм, з 22–32 золотисто-жовтими квітками. Цвіте з липня по грудень. Стручок до 120 мм завдовжки і 1.5–5.0 мм завширшки, злегка звужений між насінням. Насіння від лінійних до еліптичних, глянцево-коричневе з крапками, 4.5–5.0 мм завдовжки.